# Бока дела Селва (Беневенто)
Бока дела Селва је насеље у Италији у округу Беневенто, региону Кампанија.
Према процени из 2011. у насељу је живело 9 становника. Насеље се налази на надморској висини од 1377 м.